# Samoloty
«Samoloty» (укр. Літаки) — перший сингл польських співаків Давида Подсядла та Касі Сохацької з їхнього мініальбому під назвою «Tylko haj». Сингл був випущений 23 травня 2025 року.
Композиція посіла 2 місце в списку OLiA, найчастіше відтворюваних пісень на польських радіостанціях.

## Історія
Пісню написали та склали Давид Подсядло, Катажина Сохацька-Кашня та Тобіас Кун, який також відповідає за виробництво пісні.
Сингл вийшов у форматі цифрового завантаження 23 травня 2025 року в Польщі через лейбл Pur Pur, дистрибуцією якого займається Sony Music Entertainment Poland. Пісня увійшла до їхнього міні-альбому — «Tylko haj».

## Радіо
Запис посів 2 місце в рейтингу OLiA, найчастіше відтворюваних пісень на польських радіостанціях.

## Чарти
| Країна | Чарти (2025)             | Найвища позиція |
| ------ | ------------------------ | --------------- |
| Польща | Billboard Poland Songs   | 4               |
| Польща | OLiS — single w streamie | 7               |

| Країна | Чарти (2025)                   | Найвища позиція |
| ------ | ------------------------------ | --------------- |
| Польща | OLiS — oficjalna lista airplay | 2               |